# Объёмное телевидение
Объёмное телевидение — общий термин, соответствующий различным видам телевизионных систем, воспроизводящих в той или иной степени трёхмерный характер окружающего мира. Эти системы должны обеспечивать, по крайней мере, одно из следующих условий восприятия человеком телевизионного изображения:
- различие конвергенции (скашивания) глаз в зависимости от удаленности (глубины) наблюдаемого объекта (стереоскопические, голографические телевизионные системы);
- различие аккомодации (фокусировки) глаз в зависимости от удаленности наблюдаемого объекта (голографические телевизионные системы);
- оглядывание объекта наблюдения при перемещении головы телезрителя (многоракурсные телевизионные системы);
- изменение положения точки наблюдения в трёхмерном телевизионном пространстве по желанию телезрителя (телевизионные системы со свободной точкой наблюдения — free viewpoint television).

Совершенная система объёмного телевидения обладает двумя новыми качествами, отличающими её от простой телевизионной системы: трёхмерной интерактивностью — возможностью взаимодействия телезрителя с трёхмерным изображением и объёмностью, позволяющей глазам человека работать в естественном режиме, перемещая взор с близких объектов наблюдения на дальние.
Степень совершенства систем объёмного телевидения можно оценивать, пользуясь их классификацией, на основе геометрической части пленоптической функции, которая представляет собой запись распределения интенсивности света внутри пучка лучей на входе оптической системы глаза: P=P(θ, φ, r, x, y, z). Она является функцией шести параметров (измерений), при этом: θ, φ, r — составляют сферическую систему координат с центром в точке наблюдения, а x, y, z — декартовы координаты точки наблюдения. Шесть параметров (измерений) практически полностью определяют конфигурацию (геометрию) системы отображения в пространстве.
Поскольку совершенная система объёмного телевидения должна реализовать полный набор параметров (обладать полной конфигурацией) можно говорить о шестимерности совершенной системы объемного телевидения. С учётом сказанного, в таблице дан пример классификации различных систем телевидения.
| № п/п | Параметры        | Формула (полная)           | Формула (сокращённая) | Телевидение                                                      |
| --- | ---------------- | -------------------------- | --------------------- | ---------------------------------------------------------------- |
| 1 | θ, φ             | 2D(θ, φ)                   | 2D                    | Двумерное (обычное)                                              |
| 2 | θ, φ, r          | 3D(θ, φ, r); 2,5D(θ, φ, r) | 3D; [2,5D]            | Объёмное [стереоскопическое] без оглядывания объектов наблюдения |
| 3 | θ, φ, r, x       | 4D(θ, φ, r, x)             | 4D(r, x)              | Объёмное с оглядыванием по горизонтали                           |
| 4 | θ, φ, r, x, y    | 5D(θ, φ, r, x, y)          | 5D(r, x, y)           | Объёмное с оглядыванием по горизонтали и вертикали               |
| 5 | θ, φ, r, x, y, z | 6D(θ, φ, r, x, y, z)       | 6D(r, x, y, z)        | Объёмное с произвольным перемещением точки наблюдения            |
| θ, φ – угол места и азимут линии визирования; r – расстояние от точки наблюдения до точки объекта; x, z (горизонтальные), y (вертикальная) – координаты точки наблюдения. |                  |                            |                       |                                                                  |

Здесь приведены условные формулы вариантов систем телевидения. Подобная формула 3D(θ, φ, x) (отсутствует в таблице), означает, что мы имеем дело с двумерным изображением θ, φ трёхмерного объекта, при возможности его оглядывания, перемещаясь по горизонтали x. В данном случае в телевизионной системе отсутствует измерение r, то есть, не предусмотрена возможность изменения аккомодации и конвергенции глаз человека при отслеживании объёмного сюжета.
Поскольку наличие угловых координат θ и φ в любой телевизионной системе обязательно, их можно опустить и использовать сокращённую формулу, например, 5D(r, x, z). Последняя обозначает систему объемного телевидения, или телевизора (формулы могут не совпадать) с трёхмерным с глубиной r изображением и возможностью перемещаться в трёхмерном пространстве (трёхмерная интерактивность) в горизонтальной плоскости x, z.
В приведенной системе классификации обычная стереоскопическая (3D — от англ. 3-dimensional -обозначение, принятое в торговле) система будет иметь формулу 2,5D(r).
Такое дробное обозначение нуждается в пояснении. Когда мы направляем своё внимание на определенную зону пространства, задавая дистанцию наблюдения, эта зона выделяется с помощью органа зрения. Выделение по углу происходит благодаря пику разрешающей способности глаза возле линии визирования, а выделение по глубине (дальности) — благодаря аккомодации и конвергенции глаз. Аккомодация (фокусировка) глаза обеспечивает ясное видение в пределах глубины резкости. Конвергенция (скашивание) глаз минимизирует, диспаратность на выбранной дистанции наблюдения, исключая двоение изображения. Если телевизионная система не обеспечивает функций конвергенции и аккомодации глаз, то в ней отсутствует измерение r, если обеспечивает обе функции, можно говорить о наличии этого измерения, если обеспечивается только одна, о 50 % реализации измерения r или о 0,5 r. При наблюдении стереопары конвергенция глаз меняется при переносе внимания с близких точек объекта на дальние, а аккомодация остается неизменной, соответствуя дистанции расположения стереопары. Такая неестественная работа глаз приводит к их повышенному утомлению.
Телевизионные приёмники объёмного телевидения (телевизоры) подразделяются на три типа:
- с плоским экраном (воспроизводящие обычное плоское телевизионное изображение, но позволяющие с помощью специального пульта (джойстика) реализовать свойство трёхмерной интерактивности);
- со стереоскопическим экраном (со специальными очками или без очков, например, с лентикулярным растром);
- объёмного изображения.

В свою очередь телевизоры объёмного изображения подразделяются на два типа:
- замкнутого (рис. 1);
- открытого (рис. 2).

Для обоих типов телевизоров объёмного изображения система телевидения может характеризоваться формулой 6D(r, x, y, z).
Для первого (замкнутого, аквариумного) типа точка наблюдения находится в точке физического пространства, внешней по отношению к пространству изображения. В отличие от реального аквариума вы можете менять с помощью джойстика содержание объемного изображения данного сферического терминала (телевизора) в интерактивном режиме, виртуально изменяя координаты x, y, z и перемещаясь, таким образом, в совершенно другую область телевизионного мира. С другой стороны вы можете, при желании обойти свой «аквариум» кругом, приблизиться или удалиться от него, тем самым изменяя свои координаты x, y, z в физическом мире. В обоих случаях центр системы координат x, y, z следует привязать к какой либо выбранной точке объёмного изображения. Описанную схему наблюдения большого телевизионного мира трудно назвать естественной, поскольку мы привыкли видеть окружающий мир без резких ограничений его объёма.
Для второго (открытого) типа конструкция монитора (телевизора) обеспечивает восприятие объёмного изображения без искусственных ограничений по глубине и с достаточно широким полем зрения. Телезритель находится перед «окном» объемного монитора, причем это окно может быть как небольшого размера, так и охватывать телезрителя вплоть до помещения его в центр сферы объёмного телевизора. В этом случае у телезрителя легко возникает иллюзия присутствия внутри телевизионного изображения, при минимально ощущаемых собственных размерах. Зритель может ощущать себя летящим в виртуальном вертолете, которым он управляет с помощью специального пульта (джойстика). Центр системы координат x, y, z в данном случае также следует привязать к выбранной точке объемного изображения.